# دیش‌فایر
دیش‌فایر (به انگلیسی: Dishfire) سامانه پنهانی گردآوری داده و پایگاه داده برای نظارت جهانی است که آژانس امنیت ملی ایالات متحده آمریکا و ستاد ارتباطات دولت بریتانیا آنرا اجرا می‌کنند. کار دیش‌فایر گردآوری روزانه صدها میلیون پیام نوشتاری از سراسر جهان است. نرم‌افزار تحلیل متناظر آن، «برگزینش» (به انگلیسی: Prefer) نام دارد.

## جزئیات
وجود این پایگاه داده در سال ۲۰۱۴ (میلادی) در اسناد افشا شده بدست ادوارد اسنودن آشکار شد. بر پایه این اسناد، ستاد ارتباطات دولت، دسترسی کاملی به پایگاه داده دیش‌فایر دارد و این سازمان اطلاعاتی با سوءاستفاده از یک راه گریز، اطلاعات شخصی مردم بریتانیا را بدست می‌آورد.

## دامنه نظارت
هر روز، دیش‌فایر داده‌های زیر را گردآوری می‌کند:
- داده موقعیت مکانی بیش از ۷۶٬۰۰۰ پیام نوشتاری و دیگر اطلاعات مسافرتی[۱]
- بیش از ۱۱۰٬۰۰۰ نام گردآوری شده از کارت ویزیت‌های الکترونیک[۱]
- بیش از ۸۰۰٬۰۰۰ تراکنش مالی که با پرداخت پیام-به-پیام یا پیوند دادن اطلاعات کارت‌های اعتباری به تلفن همراه کاربران گردآوری می‌شوند[۱]
- جزئیات ۱/۶ میلیون گذر از مرزهای کشور بر پایه رهگیری هشدارهای رومینگ شبکه تلفن همراه[۱]
- بیش از ۵ میلیون هشدار تماس بی‌پاسخ[۱]
- نزدیک ۲۰۰ میلیون پیام نوشتاری از سراسر جهان[۲]

مطبوعات بریتانیا برخی گفته‌ها از سخنرانی‌های مقام‌های داخلی دربارهٔ این عملیات را اینگونه برجسته کردند: یکی از اسناد افشا شده ستاد ارتباطات دولت می‌گوید که دیش‌فایر «به روشنی هرچه را که می‌تواند گردآوری می‌کند بنابراین شما پیام کوتاه کسی را می‌بینید که هدف نظارت نبوده‌است.» در این سند، گردآوری فله‌ای پیام‌های نوشتاری برای این پیشنهاد شده بود که «به ویژه برای توسعه اهداف تازه، مفید است. زیرا می‌توان درونمایه پیام‌های فرستاده شده بین هدف‌های مورد نظر را در طول ماه‌ها یا حتی سال‌های پیش از زیر نظر گرفتن، بررسی کرد.» (در سند اصلی بر آن تأکید شده‌است)
در پاسخ، سخنگوی آژانس امنیت ملی، این پایگاه داده را اینگونه توصیف می‌کند: «دیش‌فایر، سامانه‌ای است که داده پیام کوتاه به صورت قانونی گردآوری شده را نگهداری و پردازش می‌کند. چون برخی داده‌های پیام کوتاه شهروندان آمریکا نیز ممکن است ناخواسته در مأموریت اطلاعات خارجی آژانس امنیت ملی نیز گردآوری شوند حفاظت از حریم شخصی شهروندان آمریکایی در همه فرایندهای استفاده، پردازش، نگهداری، و انتشار داده پیام کوتاه، در دیش‌فایر وجود دارد.»

## پردازش داده
دیش‌فایر به‌طور معمول همراه با یک ابزار تحلیلی به نام «برگزینش» (به انگلیسی: Prefer) استفاده می‌شود که پیام‌های کوتاه را پردازش می‌کند تا اطلاعاتی مانند شماره تلفن‌های تماس‌های بی‌پاسخ، موقعیت مکانی هشدارهای مسافرتی و رومینگ، اطلاعات مالی هشدارهای بانکی و پرداختی، و نام‌های کارت ویزیت‌های الکترونیک را استخراج کند.

## واکنش‌ها
یک نماینده ودافون در بخش خبر فوری کانال ۴ (بریتانیا) اعلام کرد: «این نخستین باری است که ما چیزی در اینباره می‌شنویم و طبیعتاً شوکه و شگفت‌زده شدیم.» او ادامه داد که احتمالاً دیش‌فایر، قانون اساسی بریتانیا را دور می‌زند. بر پایه خبرنگار کانال ۴ بریتانیا، جف وایت: "سامانه دیش‌فایر به ستاد ارتباطات دولت، خلأ قانونی می‌دهد که بتواند چنین اطلاعاتی را بدون نیاز به درخواست لایحه مقررات قدرت‌های تحقیقی ۲۰۰۰ بدست آورد. این به این خاطر است که پیام‌های نوشتاری، توسط آژانس امنیت ملی گردآوری و نگهداری می‌شوند و دسترسی ستاد ارتباطات دولت به داده پنهانی آژانس‌های اطلاعاتی خارجی، تحت پوشش هیچیک از قوانین بریتانیا نیست. کمیسیونر پیشین رهگیری ارتباطات سوئینتن توماس این روش دور زدن قوانین رهگیری بریتانیا را با شکنجه در یک کشور خارجی مقایسه کرد و افزود: «البته که این زمینه متفاوتی است اما درونمایه آنها بسیار شبیه هم هستند.»

## نگارخانه
- معرفی جزئیات فوق محرمانه دیش‌فایر

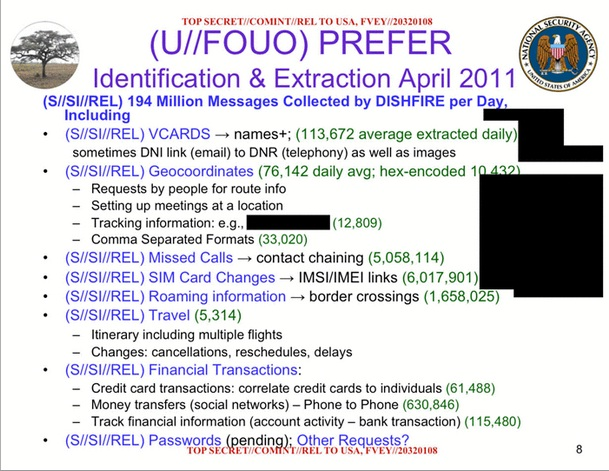
هر روز نزدیک به ۲۰۰ میلیون پیام نوشتاری به سامانه دیش‌فایر وارد می‌شوند
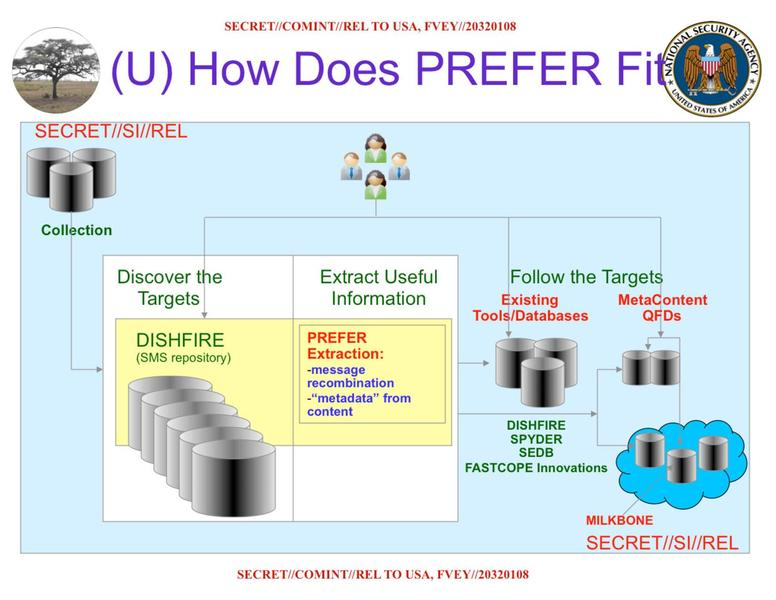
نموداری که نشان می‌دهد انبار داده دیش‌فایر چگونه پردازش و تحلیل می‌شود